# Cyphonisia nesiotes
Cyphonisia nesiotes är en spindelart som beskrevs av Simon 1907. Cyphonisia nesiotes ingår i släktet Cyphonisia och familjen Barychelidae. Inga underarter finns listade i Catalogue of Life.